# 法华寺 (北京市法华寺街)
法华寺，位于北京市东城区体育馆路街道法华寺街65号、67号，是一座汉传佛教寺院。

## 历史

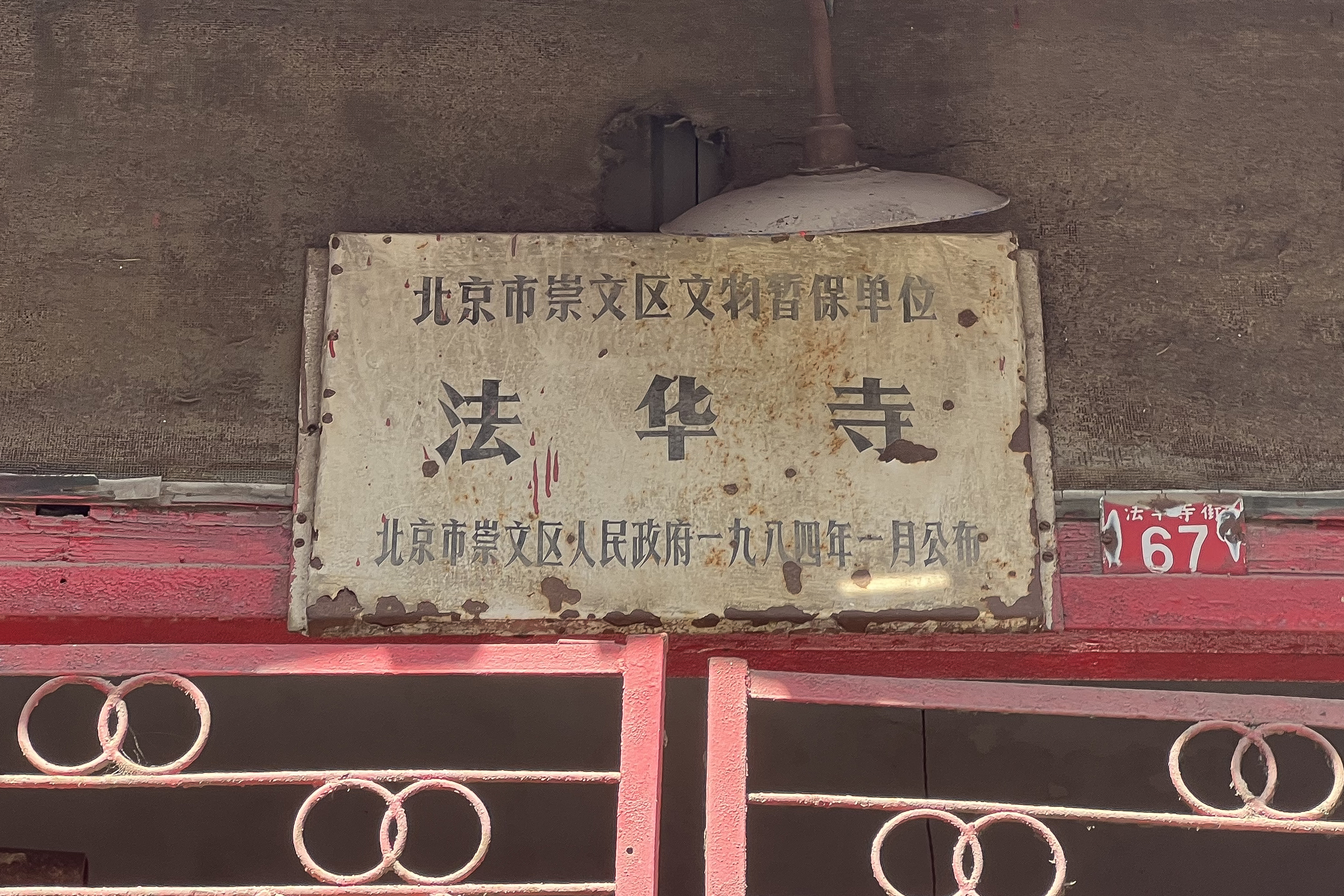
法华寺67号院门口的文物暂保单位标牌

老北京有句老话：“西有法源，东有法华。”其中的法华便是指这座法华寺，该寺与法源寺都在北京外城，一东一西，遥相呼应。
法华寺始建于明朝弘治十七年，鼎盛时期占地面积将近30亩。清朝康熙及同治年间重修。中华民国时期，该寺败落，部分配房被用作临时停灵的灵房。中华人民共和国成立后，该寺大部分房屋成为居民住宅。1976年唐山大地震波及北京，法华寺的居民在寺内搭建了许多新房子。1984年1月法华寺被崇文区人民政府公布为北京市崇文区文物暂保单位，并立保护牌。1989年法华寺被列为北京市崇文区文物保护单位。
2000年，法华寺所在区域划为崇外6号地项目区域。北京市住房和城乡建设委网站称，崇外6号地由北京崇文新世界房地产发展有限公司开发，项目实施区域包含法华寺。崇外6号地项目确定之初，文物部门介入，会同规划部门对法华寺所在地区开展了文物保护范围规划。2001年，崇文区文委对崇外6号地项目区域中的法华寺提出文物保护要求，项目开发单位制定了文物保护方案。
法华寺原有3个单位和79户居民。项目开发单位在2007年启动崇外6号地项目搬迁腾退工作，并且负责代为腾退法华寺文物保护范围内的居民，截至2013年，剩余居民46户（均仅拥有房屋使用权）。根据法华寺文物保护修缮方案，待居民腾退完毕，文物部门将原址修缮法华寺，恢复到清朝重修法华寺时的风貌。然而截至2025年3月，法华寺内仍为大杂院。

## 建筑
清朝时，法华寺一带曾驻扎八旗军队，所以旧地名为“营房”，后来改设练兵用的正蓝旗校场。
法华寺坐南朝北，主体建筑保存尚比较完整，中路轴线上自南至北依次为：照壁、山门、天王殿、总持门（过厅）、大悲坛，后部是塔院。法华寺全部范围都已在文物部门及相关部门登记。